# Шрейбер, Георгий Яковлевич
Георгий Яковлевич Шрейбер (9 ноября 1896 года, Елизаветград, Херсонская губерния — 3 октября 1944 года, Алапаевск) — советский партийный деятель, ученый-металлург. Директор (ректор) Ленинградского индустриального института и Уральского индустриального института.

## Биография
Родился в 1896 году в Херсонской губернии в крестьянской семье немцев-поселенцев. В 1914 году после окончания Мариупольского реального училища поступил в Петроградский политехнический институт. Обучение в вузе из-за революционных событий в стране растянулось на 15 лет.
В 1917 году переехал в Ярославскую губернию, где по линии партии занимал должности заместителя уполномоченного по закупкам, секретаря Ростовского уездисполкома Ярославской губернии, исполняющего обязанности горуездпродкомиссара Ростовского уезда, заместителя Ярославского губпродкомиссара, заведующего губернским посевкомом.
В 1921 году вернулся в Петроград, для продолжения образования. В 1922—1923 годах входил в состав правления Петроградского политехнического института. Вскоре стал членом Бюро комитета партии вуза. В 1930 году получил диплом об окончании высшего образования, а в 1932 году был назначен временно исполняющим обязанности директора вуза, для его последующей реорганизации.
Летом 1934 года был утвержден директором (ректором) Ленинградского индустриального института, однако проработал недолго. После убийства Сергея Кирова, 1 декабря 1934 года, обстановка в городе очень сильно накалилась, по линии партии из города переводились на другую работу многие руководители и чиновники.
В 1935 году был направлен на должность директора (ректора) Уральского индустриального института в Свердловск. При нахождении во главе вуза им был запущен новый инженерно-экономический факультет и запущена военная кафедра.
Весной 1937 года была обвинён в «покровительстве врагам народа», вскоре был уволен из института и через месяц исключён из партии.
Устроился работать мастером цеха на Алапаевский металлургический завод.
Зимой 1938 года был арестован и обвинён в шпионаже, однако смог доказать свою невиновность и в через полгода был выпущен на свободу. Дело было закрыто за отсутствием состава преступления в 1939 году. После освобождения переехал в Ленинград, где устроился на работу на Станкостроительный завод им. Ильича (ныне Санкт-Петербургский завод прецизионного станкостроения).
В 1941 году вновь был арестован, приговором суда получил наказание в виде 15 лет лишения свободы. Отбывал наказание на Урале, работал мастером мартеновского цеха Алапаевского завода.
Скончался в заключении в 1944 году. Посмертно реабилитирован в 1994 году.